# Alhajaje ibne Iúçufe ibne Matar
alhajaje ou Hajaje ibne Iúçufe ibne Matar (Al-Ḥajjāj ibn Yūsuf ibn Maṭar; 786–833) foi um matemático árabe que primeiro traduziu os Elementos do grego para o árabe. Sua primeira tradução foi feita para Iáia ibne Calide, o vizir do califa Harune Arraxide. Fez uma segunda, melhor e mais concisa tradução para o califa Almamune (r. 813–833). Em torno de 829, traduziu o Almagesto de Ptolemeu, que naquele tempo também tinha sido traduzido por Hunaine ibne Ixaque e Sal Atabari. No começo do século XII, Adelardo de Bath traduziu a versão de Alhajaje dos Elementos de Euclides para o latim.